# Athemus irrawaddicus
Athemus irrawaddicus es una especie de coleóptero de la familia Cantharidae.

## Distribución geográfica
Habita en Xizang (China).